# A79 (project la Cévenole)
De A79 La Cévenole is een geprojecteerd, maar nooit uitgevoerd plan voor een autosnelweg die de A432 vanaf het vliegveld Aéroport Saint-Exupéry bij Lyon zou gaan verbinden met de snelwegen A9 en A61 ter hoogte van Narbonne in de regio's Auvergne-Rhône-Alpes en Occitanië. De plannen uit het begin van de 21ste eeuw behelsden een autosnelweg die langs de uitlopers van het Cevennengebergte zou lopen en derhalve de bijnaam La Cévenole toebedacht kreeg. Er zijn echter geen concrete plannen meer voor de realisatie van deze snelweg door de hoge financiële kosten en milieu-effecten. Het wegnummer is inmiddels toebedeeld aan een andere snelweg in het departement Allier.

## Doelen
De aanleg van deze snelweg was een alternatief zijn voor een eventuele verbreding van de A7 tot 2×5 rijstroken tussen Valence en Orange. Daarnaast ontstaat door de aanleg van deze weg een nieuwe toegangspoort tot de Rhônevallei.
De A79 zou de departementen Ardèche, Gard en Hérault daarnaast ook een snellere verbinding met de rest van Frankrijk gaan bieden. Steden als Privas, Aubenas, Alès en Le Vigan zouden hierdoor makkelijker toegankelijk zijn.
Het belangrijkste deel van het traject zou het centrale deel Valence-Privas-Aubenas-Alès worden. Een optie was om dit deel van de autosnelweg uit te voeren en dan vervolgens door te trekken tot aan Nîmes. Bij Nîmes zou het verkeer zijn weg dan kunnen vervolgen over de RN106 en de westelijke rondweg naar de A9. In dit geval zou de weg dus niet naar Hérault worden doorgetrokken.

## Kosten
De totale kosten van de aanleg van de snelweg A79 zouden volgens schattingen uit 2003 ongeveer 3,4 miljard euro gaan bedragen. De bovengenoemde verbreding van de snelweg A7 tussen Valence en Orange zou daarentegen slechts zo'n 890 miljoen euro gaan kosten.